# Benicadell
El Benicadell és el pic més alt (1.104 m) de la serra del mateix nom. Es tracta d'una paret muntanyosa que separa les comarques valencianes de la Vall d'Albaida i del Comtat. Amb una direcció bètica (concretament del Prebètic extern) de nord-est a sud-oest, el característic pic del Benicadell té forma de cresteria rocallosa de litologia calcària que dona singularitat al paisatge.
La serralada forma part del sistema muntanyenc format per les serres (d'oest a est) de la Solana, d'Agullent, el mateix Benicadell i la d'Ador, ja quasi en el litoral mediterrani.
El sender PRV-213 porta des de Beniatjar i Ràfol de Salem fins al cim del Benicadell.

## Paisatge protegit
La serra del Benicadell fou declarada Paisatge Protegit pel Consell de la Generalitat Valenciana en dues fases. En un primer lloc, la solana o cara sud i més recentment l'ombria o cara nord. L'interés del paratge rau en el paisatge d'erosió càrstica produïda pels agents atmosfèrics, que origina nombroses coves, avencs, fondalades i enderrocs. Però cal destacar la formació d'una llacuna endorraica al terme de Gaianes, coneguda com a l'albufera de Gaianes. L'obaga és molt més humida que la solana, amb una vegetació més exuberant, i destaca per la presència de brolladors i fonts.
La presència humana es considera un factor clau en l'estructura del paisatge. Així, cal mencionar els importants jaciments arqueològics que es troben a les diferents coves del paratge (Coveta del Mig, el Sercat, Cova del Moro o Cova del Mig), les diferents torres i castells de l'edat mitjana (castell de Carbonera, castell de Penya Cadiella o el castell de Carrícola) o les magnífiques neveres d'elevat valor etnològic (nevera de Benicadell, de Dalt, de Baix, de la lloma Solaneta, de Xamarra i del Corral de Diego).

## Clima
A l'estiu, s'hi ha arribat als 45 °C. A l'hivern, hi pot caure mig metre de neu.